# Leptodexia
Leptodexia är ett släkte av tvåvingar. Leptodexia ingår i familjen parasitflugor.
Kladogram enligt Catalogue of Life:
| Leptodexia | \| \| Leptodexia gracilis \| \| \| \| \| \| Leptodexia pretiosa \| \| \| \| |
|            | \| \| Leptodexia gracilis \| \| \| \| \| \| Leptodexia pretiosa \| \| \| \| |
|            | Leptodexia gracilis                                                         |
|            |                                                                             |
|            | Leptodexia pretiosa                                                         |
|            |                                                                             |